# Pastinaca stenocarpa
Pastinaca stenocarpa är en flockblommig växtart som beskrevs av Dc. Pastinaca stenocarpa ingår i släktet palsternackor, och familjen flockblommiga växter. Inga underarter finns listade i Catalogue of Life.